# Pylargosceles unicolor
Pylargosceles unicolor är en fjärilsart som beskrevs av Louis Beethoven Prout 1913. Pylargosceles unicolor ingår i släktet Pylargosceles och familjen mätare. Inga underarter finns listade.